# Alberto Moleiro
Alberto Moleiro González (Santa Cruz de Tenerife, 30 de septiembre de 2003) es un futbolista español de padre cubano. Juega de centrocampista en el Villarreal C. F., equipo que milita en la Primera División de España.

## Trayectoria
Alberto Moleiro comenzó su formación en el C. D. Sobradillo de su localidad natal. En 2019 fue captado por la U. D. Las Palmas, que lo incorporó a su juvenil "C". El 15 de diciembre de 2019, fue convocado con Las Palmas Atlético, haciendo su debut como sénior en un partido de la Segunda División B frente al Coruxo.
En 2021 hizo su debut profesional con el primer equipo de Las Palmas el 15 de agosto de 2021 frente al Real Valladolid, en un encuentro perteneciente a la primera jornada de la liga de Segunda División. El 11 de septiembre de 2021 marcó su primer gol en Segunda División, en el empate a 1 de su equipo frente al U. D. Ibiza. En julio de 2022 renovó su contrato hasta 2026.
Tras el descenso del club, el 17 de junio fue traspasado al Villarreal C. F. por 16 000 000 € más 2 en variables, firmando por cinco temporadas.

## Selección
Moleiro es internacional con la selección de fútbol sub-19 de España, con la que debutó el 3 de septiembre de 2021. En septiembre de 2022 fue convocado por la sub-21 para dos amistosos ante Rumanía y Noruega. Debutó el 23 de septiembre, participando en ambos encuentros. El 4 de mayo entró en la lista de 23 para disputar la Eurocopa Sub-21 de 2025 en Eslovaquia.

## Clubes
| Club                      | País   | Año       |
| ------------------------- | ------ | --------- |
| U. D. Las Palmas Atlético | España | 2020-2021 |
| U. D. Las Palmas          | España | 2021-2025 |
| Villarreal C. F.          | España | 2025-     |